# Chiara Voloninno
Chiara Voloninno (Sant'Elpidio a Mare, 1º marzo 1991) è una calciatrice italiana, di ruolo difensore svincolata.